# 102 (число)
102 (сто два) — натуральное число, расположенное между числами 101 и 103.

## В математике
- 102 — это наименьшее трёхзначное число, все цифры которого различны[1][2].
- Чётное число
- Злое число
- Число харшад
- 102 — избыточное число, а также число Улама[1].
- 12⁷ + 35⁷ + 53⁷ + 58⁷ + 64⁷ + 83⁷ + 85⁷ + 90⁷ = 102⁷. 102 — это единственное число, седьмая степень которого равна сумме седьмых степеней восьми натуральных чисел[3].

## В науке
- Атомный номер нобелия
- Малая планета (102) Мириам
- Комета 102P/Шумейкеров

## В других областях
- 102 год; 102 год до н. э.
- 102 день в году — 12 апреля (в високосный год — 11 апреля)
- ASCII-код символа «f»
- 102 — Код ГИБДД-ГАИ Башкортостана.
- 102 далматинца — фильм для детей
- 102 — номер экстренного вызова полиции в России, милиции в Азербайджане, на Украине и в Белоруссии
- 102 — максимальный счёт в гольфе.